# Alstroemeria plantaginea
Alstroemeria plantaginea là một loài thực vật có hoa trong họ Alstroemeriaceae. Loài này được Mart. miêu tả khoa học đầu tiên năm 1829.